# Masaharu Suzuki
Masaharu Suzuki (jap. 鈴木 正治 Suzuki Masaharu; ur. 3 sierpnia 1970) – były japoński piłkarz, reprezentant kraju.

## Kariera klubowa
Od 1989 do 1998 roku występował w klubach: Yokohama Marinos i Nagoya Grampus Eight.

## Kariera reprezentacyjna
W reprezentacji Japonii zadebiutował w 1995. W reprezentacji Japonii występował w latach 1995-1996. W sumie w reprezentacji wystąpił w 2 spotkaniach.

## Statystyki
| Reprezentacja Japonii | Reprezentacja Japonii | Reprezentacja Japonii |
| Rok                   | Mecze                 | Gole                  |
| --------------------- | --------------------- | --------------------- |
| 1995                  | 1                     | 0                     |
| 1996                  | 1                     | 0                     |
| Razem                 | 2                     | 0                     |